# Ashley Fink
Ashley Fink (ur. 20 listopada 1986) – amerykańska aktorka. Występowała w roli Lauren Zizes w serialu Glee oraz jako Carter McMahon w Huge.

## Filmografia
| Filmy      | Filmy                      | Filmy                   | Filmy                                                               |
| Rok        | Tytuł                      | Rola                    | Notka                                                               |
| ---------- | -------------------------- | ----------------------- | ------------------------------------------------------------------- |
| 2004       | The Wedding Video          | Cinnamon                |                                                                     |
| 2006       | Fat Girls                  | Sabrina Thomas          |                                                                     |
| 2008       | Hacket                     | Grace                   | Film telewizyjny                                                    |
| 2010       | To znowu ty                | Sunday                  | Film telewizyjny                                                    |
| 2011       | Glee: The 3D Concert Movie | Lauren Zizes            |                                                                     |
| 2016       | Accidentaly Engaged        | Melody                  |                                                                     |
| Telewizja  |                            |                         |                                                                     |
| Rok        | Tytuł                      | Rola                    | Notka                                                               |
| 2005       | Ostry dyżur                | Margo                   | Gościnnie                                                           |
| 2006       | Kochane kłopoty            | Transkrypcja Artsy Girl | Odcinek: Wake Up                                                    |
| 2007       | Blue                       | Beatrice                | Odcinek: Pilot                                                      |
| 2009       | Za wszelką cenę            | Gość                    | Odcinek: Pilot                                                      |
| 2009/2010  | Warren the Great           | Ashley the Barista      | Odcinek: It Girl; Ashley the Barista                                |
| 2010       | Huge                       | Amber Carter McMahon    | Odcinki: 1 i 5                                                      |
| 2009–2015  | Glee                       | Lauren Zizes            | Odcinki: Regularne występy w 2 sezonie                              |
| 2012-2014  | Austin i Ally              | Mindy                   | Odcinki: MyTab & myPet, Diners & Dates                              |
| 2013       | Jeden gniewny Charlie      | Donna                   | Odcinek: Charlie and Kate's Dirty Pictures                          |
| 2015       | K.C. nastoletnia agentka   | Reena                   | Odcinek: Pilot                                                      |
| 2015       | Zabójcze umysły            | Dana Seavers            | Odcinek: Til Death Do Us Part                                       |
| Soundtrack |                            |                         |                                                                     |
| Rok        | Tytuł                      | Rola                    | Notka                                                               |
| 2010       | Glee                       | Lauren Zizes            | (wykonywała: I Know What Boys Like – w czołówce, Sing – w czołówce) |